# Christian Engelhart
Christian Engelhart (ur. 13 grudnia 1986 w Ingolstadt) – niemiecki kierowca wyścigowy.

## Życiorys
Engelhart rozpoczął karierę w wyścigach samochodowych w 2002 roku, od startów w Formule BMW ADAC, gdzie jednak nie zdobywał punktów. W kolejnych latach startów w tej serii zajmował odpowiednio 22. i 16. miejsce. W późniejszych latach startował także w Światowym Finale Formuły BMW, Niemieckim Pucharze Porsche Carrera, Porsche Supercup, Światowym Pucharze Porsche Carrera, ADAC GT Masters, City Challenge Baku, 24h Nürburgring oraz w Grand American Rolex Series.
W Porsche Supercup Niemiec startuje od 2009 roku. W 2009 roku był szesnasty, a rok później z dorobkiem jednego podium zajął 11. miejsce. W 2011 roku wygrał już w jednym wyścigu i dwukrotnie stawał na podium. Z dorobkiem 106 punktów uplasował się na ósmej pozycji w klasyfikacji generalnej. W 2012 roku powtórzył wynik z poprzedniego sezonu trzykrotnie stając na podium oraz raz zwyciężając. W sezonie 2013 uzbierał łącznie 69 punktów. Dało mu to ponownie ósmą pozycję w klasyfikacji generalnej, a sezon później uplasował się oczko niżej po zgromadzeniu 75 punktów.